# Wissenschaft und Gesundheit mit Schlüssel zur Heiligen Schrift
Wissenschaft und Gesundheit mit Schlüssel zur Heiligen Schrift (Originaltitel: Science and Health, With Key to the Scriptures) wurde von Mary Baker Eddy 1875 herausgegeben. Es ist das Lehrbuch der Christlichen Wissenschaft und bildet zusammen mit der Bibel den Pastor der Kirche Christi, Wissenschaftler.
Das Buch wurde zum Selbststudium geschrieben. Mary Baker Eddy, Gründerin der Glaubensgemeinschaft sah sich selbst als religiöse Reformerin. In diesem Buch wollte sie folgende grundlegende Fragen beantworten: Wie hat Christus Jesus geheilt? Was wusste er über Gott? Ist das Christentum in einem wissenschaftlichen Zeitalter noch von Bedeutung?
In den Gottesdiensten der Kirchen der Christlichen Wissenschaft werden Abschnitte aus der Neuen Übersetzung der Lutherbibel und aus Wissenschaft und Gesundheit mit Schlüssel zur Heiligen Schrift vorgelesen.
1912 erschien das Lehrbuch in deutscher Erstausgabe. Die deutschen Übersetzer waren u. a. Helmuth und Dorothy von Moltke, die Eltern des deutschen Widerstandskämpfers Helmuth James Graf von Moltke. Die aktuelle, neu übersetzte Ausgabe ist von 2003.
Das Design des Kreuz- und Krone-Siegels und das Faksimile von Mary Baker Eddys Unterschrift sind in der Europäischen Union und in anderen Ländern eingetragene Schutzmarken. Herausgegeben von dem Vorstand der Christlichen Wissenschaft und vertrieben wird es durch die „Christlich-Wissenschaftliche Verlagsgesellschaft Boston, Massachusetts, USA“.

## Entstehung und Aufbau
Das Buch entstand aus Notizen, die Eddy während ihres Studiums der Bibel machte. Anlass war eine Heilungserfahrung im Jahr 1866. Die erste Ausgabe erschien 1875. Das Buch erfuhr bis zu Baker Eddys Tod im Jahre 1910 eine große Zahl von Revisionen (zehn grundlegende Revisionen).
Das Buch besteht aus 18 Kapiteln. Das letzte Kapitel, „Früchte von Wissenschaft und Gesundheit“, enthält auf 100 Seiten Heilungen, die vorher in Christian-Science-Zeitschriften erschienen waren. Die drei davor befindlichen Kapitel sind exegetisch mit einem mehr biblisch erklärenden Charakter und bilden den sogenannten „Schlüssel zur Heiligen Schrift“.
Wie in allen Übersetzungen des englischen Originals ist auch die deutsche Ausgabe zweisprachig, wobei Original und Übersetzung auf gegenüberliegenden Seiten positioniert sind.

## Anliegen
Wissenschaft und Gesundheit enthält die Darstellung der Lehre von Christian Science. Aus Sicht dieser Kirche besteht diese in einer konsequent metaphysischen Sichtweise des Christentums, in welcher Sünde, Krankheit und Tod, von einer absoluten geistigen Perspektive aus betrachtet, keine Berechtigung oder grundlegende Wirklichkeit haben; entsprechend der Lehre soll eine vergeistigte Auffassung von Gott als dem absolut Guten und von Mann und Frau als zu Seinem geistigen Bild und Gleichnis geschaffenen Wesen, Heilung in die menschliche Erfahrung bringen.
Eine zentrale Aussage der Autorin, die gleichsam als Eddys Begründung für die Bedeutung dieses Buches gesehen werden kann, liegt in ihrer Feststellung, dass das Leugnen der Möglichkeit des christlichen Heilens dem Christentum genau das Element raubt, das ihm göttliche Kraft gab und zu dem machte, was Eddy als erstaunlichen und unvergleichlichen Erfolg im ersten Jahrhundert beschreibt.

## Verhältnis zur Bibel
Von der Kirche Christi, Wissenschaftler wird die Bedeutung des Zusammenwirkens von Bibel und Wissenschaft und Gesundheit betont. Anhänger der Christian-Science-Bewegung lesen über die Woche eine auf der ganzen Welt gleiche Bibellektionspredigt, die aus zumeist sechs Abschnitten von Stellen aus der Heiligen Schrift und dem Lehrbuch besteht, die im Sonntagsgottesdienst von zwei Lesern abwechselnd vorgelesen werden und Grundlage des wöchentlichen individuellen Studiums sind.
Dabei bildet aber das „inspirierte Wort“ der Heiligen Schrift und nicht die wortwörtliche Interpretation evangelikaler Protestanten die Grundlage der Christlichen Wissenschaft.

## Themen des Buches – eine Zusammenschau
(Begriffe in Großbuchstaben entsprechen der Großschreibung in den Werken Eddys für Synonyme für Gott)
Das Buch spricht laut Einleitung direkt den „ehrlichen Sucher nach WAHRHEIT“ an und versucht in der Folge der besonderen Kraft des stillen Gebetes den notwendigen Ausdruck zu verleihen, schon deshalb weil in dem Buch Eddys Überzeugung deutlich wird, dass ein spirituelles Zeitalter angebrochen sei. Theologische Themen werden dabei spiritualisiert, begrifflich neu dargestellt, aber laut Eddy immer auf der Basis der geistigen Lehre der Bibel.
Das macht sich in dem praktischen Ansatz bemerkbar, in dem der Versöhnung als Einssein mit Gott eine aktuelle Dringlichkeit verliehen wird, denn dieses Einssein des Menschen mit Gott wird als geistiges Faktum gesehen, das die Grundlage für das christliche Heilen von Sünde, Krankheit und Tod ist. Ethik und Moral werden als unveräußerliche Rechte und Pflichten und als gesellschaftlicher Zement gesehen.
Entschlossene Geistigkeit hat laut Eddy aber nichts mit Spiritismus oder Hypnotismus zu tun, was sie in entsprechenden Kapiteln eigens zum Thema macht, da konsequente Spiritualität zu oft unter konzeptionellen Verwischungen leidet. Die mentale Natur von Krankheit und die mentale Natur der Heilmittel ist sicherlich die herausforderndste These dieses Lehrbuches. Eddys Ausführungen beschreiben in oft unstrukturierter Form die Beziehungen zwischen Diagnose und Krankheit und die „Schritt-für-Schritt“-Natur geistigen Wachstums, das sich auf der Anerkennung der Geistigkeit von Schöpfung und Natur gründet.
Dieses Buch ist möglicherweise eines der ersten Bücher, das die Vater- und Mutterschaft Gottes so vehement hervorhebt, um dieser Idee den Gedanken folgen zu lassen, dass der Mensch als Bild [image] im göttlichen GEMÜT existiert. Eddy versucht die biblische Grundlage für wissenschaftliche Spiritualität nachzuweisen und betont durchgehend durch alle Kapitel, dass geistiges Heilen nicht durch blinden Glauben geschehe, sondern auf der Gnade und Liebe Gottes beruhe, die immer wieder als die LIEBE, entsprechend 1. Joh. 4, beschrieben wird.
Die Methode der geistigen Krankenbehandlung wird abschließend in Form einer Allegorie einer Gerichtsverhandlung versinnbildlicht, sowie in speziellen an der Praxis orientierten Abschnitten, wie der Zusammenfassung von Eddys elementaren Lehren der Metaphysik in Form von 24 Fragen und Antworten. Die Ausführungen finden in den sogenannten Glaubenssätzen von Christian Science ihren theologischen Abschluss.
Der zweite Teil des Buches enthält den Schlüssel zur Heiligen Schrift, Erläuterungen der ersten Kapitel der Genesis, Diskussion des Darwinismus und Gedanken zum 12. Kapitel der Offenbarung, die in eine geistige Perspektive des 23. Psalms münden.
Weiterhin ist im zweiten Teil ein Glossar, ein Wörterbuch mit 125 metaphysisch ausgelegten biblischen Ausdrücken enthalten, sowie ein Anhang mit 100 Heilungszeignissen von Heilungen aller Art, die Eddy auf das Anwenden der in dem Buch dargestellten Christian Science zurückführt.